# Elbdeichvorland Jagel
Elbdeichvorland Jagel este o arie protejată (arie specială de conservare — SAC, sit de importanță comunitară — SCI) din Germania întinsă pe o suprafață de 33,46 ha, integral pe uscat.

## Localizare
Centrul sitului Elbdeichvorland Jagel este situat la coordonatele 53°02′40″N 11°37′15″E / 53.0444°N 11.6208°E.

## Înființare
Situl Elbdeichvorland Jagel a fost declarat sit de importanță comunitară în septembrie 2000.

## Biodiversitate
Situată în ecoregiunea continentală, aria protejată conține 2 habitate naturale: Râuri cu maluri nămoloase cu vegetație de Chenopodion rubri p.p. și Bidention p.p., Liziere de ierburi înalte hidrofile de câmpie și de nivel montan până la alpin.
La baza desemnării sitului se află mai multe specii protejate:
- mamifere (2): castor (Castor fiber), vidră de râu (Lutra lutra)
- pești (2): avat (Aspius aspius), zvârluga (Cobitis taenia)